# Église Saint-Nicolas de Villiers-sur-Port
Pour les articles homonymes, voir Église Saint-Nicolas.
L'église Saint-Nicolas de Villiers-sur-Port est une église catholique en ruine située à Port-en-Bessin-Huppain, en France. Datant des XIIe et XIIIe siècles, elle est classée au titre des Monuments historiques.

## Localisation
L'église est située dans le département français du Calvados, au sud du village de Villiers-sur-Port, commune absorbée par la commune de Huppain en 1824, elle-même associée à Port-en-Bessin en 1972.

## Historique
L’église Saint-Nicolas fut édifié au XIIe siècle, d’architecture romane, puis au XIIIe siècle est édifié un nouvel étage supérieur et un clocher de style gothique surmonté d’une flèche, complétés par l’aménagement de chapelles seigneuriales dans la nef.
Aux XVIIe et XVIIIe siècles, le porche sous le clocher et la baie à l’est sont murés pour installer un retable.
Quand en 1824 la paroisse est réunie à celle de Huppain, le cimetière et l’église sont abandonnés et le mobilier transporté à Port-en-Bessin. Les ardoises et les bois de charpente sont récupérés par les habitants de Huppain mais ceux de Villiers cachent la cloche de l’église dans une douve de l’ancien château, afin qu’elle ne soit pas donnée aux Portais.
L’édifice abandonné se dégrade malgré son achat en 1876 par la marquise de Mathan qui souhaitait le préserver et quelques travaux de consolidation sont effectués au XXe siècle.
L'édifice est classé au titre des Monuments historiques depuis le 31 mai 1922.